# Accordéon chromatique
L'accordéon chromatique est un instrument à vent qui fonctionne par l'actionnement d'un soufflet. Contrairement à l'accordéon diatonique (système bi-sonore), une touche produit la même note en tirant ou en poussant le soufflet (système uni-sonore).
Il est joué aussi bien dans les groupes de musique traditionnels (balkaniques, etc.), que par ceux de musique classique et contemporaine, et dans le jazz.
L'accordéon chromatique apparaît dans l'Inventaire du patrimoine culturel immatériel en France en 2009.

## Jeu des mains
- Main droite (MD) :
  - La main droite joue généralement la mélodie, mais permet également d'accompagner d'autres instruments solistes. Les claviers MD existent en version à touches piano (tessiture de 25 à 45 notes selon la taille de l'instrument) et en version à touches boutons (tessiture de 36 à 63 notes selon la taille de l'instrument). Les claviers boutons comportent entre 3 et 5 rangées de notes structurées verticalement en tierces mineures et en secondes majeures et mineures dans les deux directions diagonales. Un clavier à cinq rangées facilite la formation des accords grâce à plusieurs doigtés possibles, et permet en plus de transposer dans toutes les tonalités le même doigté formé initialement sur trois rangées.

- Main gauche (MG) :

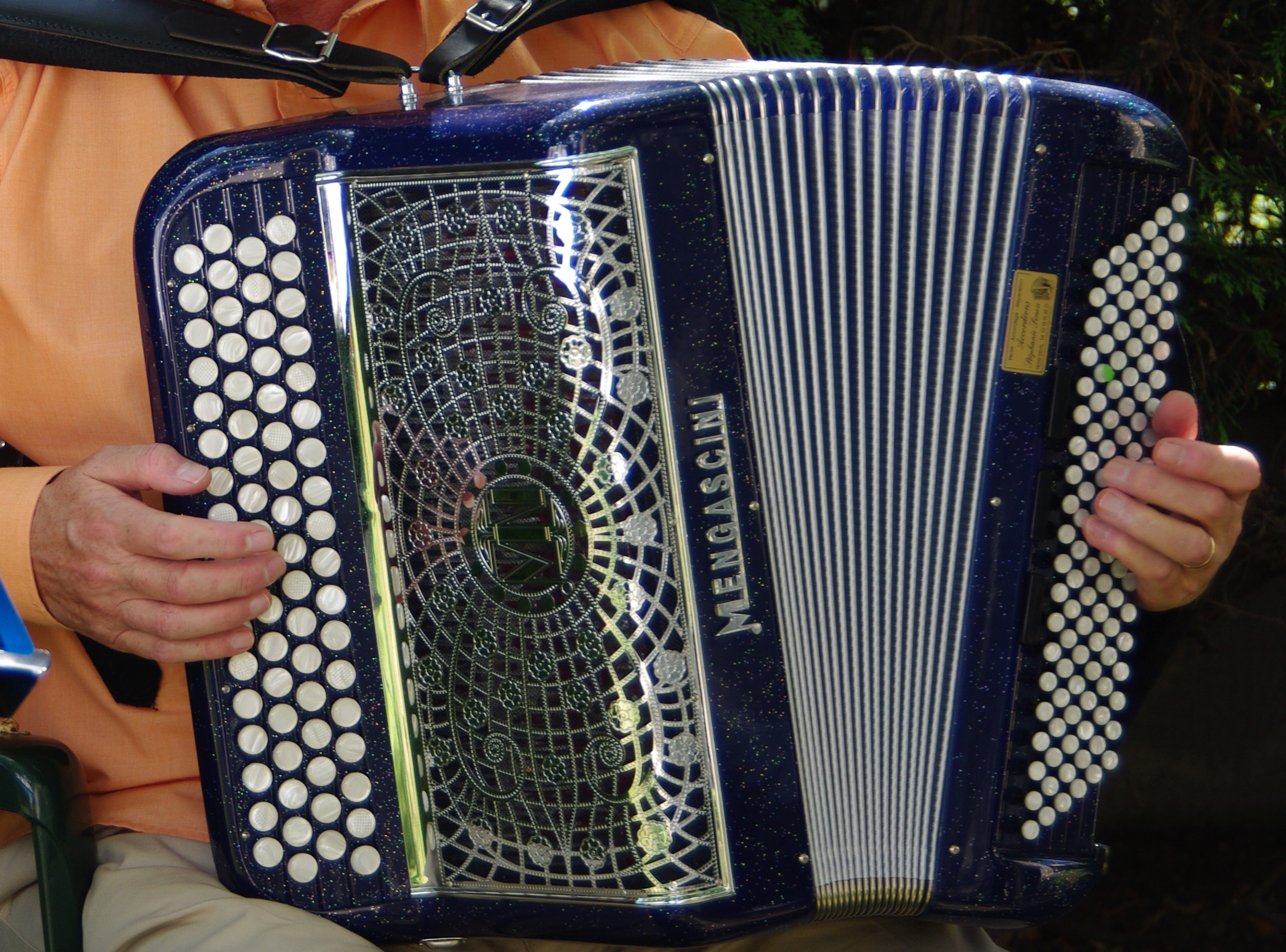
Accordéon chromatique - basses standards (120 basses).

  - La main gauche joue l'accompagnement (clavier de basses standards) ou une mélodie en contrepoint de la main droite (clavier de basses chromatiques). Le clavier MG est doté de deux types de claviers (le passage de l'un à l'autre se faisant au moyen d'un mécanisme convertisseur de boutons) : le clavier dit de « basses chromatiques », clavier mélodique ou une fondamentale et des accords précomposés (figés). Les basses fondamentales ont une tessiture de 12 notes (1 octave) et sont réparties sur 2 ou 3 rangées (toniques, tierces majeures et tierces mineures). Les autres boutons répartis sur 4 ou 3 rangées forment des accords précomposés en pressant une seule touche (accord majeur, mineur, 7e et 7e diminué selon la rangée). Les basses et les accords sont structurés verticalement selon le cycle des quintes en montant (donc de quartes en descendant), et permettent donc de transposer dans toutes les tonalités avec le même doigté. Selon leur taille, les accordéons peuvent comporter 80, 96, 120 ou 140 basses. Une variante notable dans la configuration du clavier MG Basses Standard est la configuration dite « basses belges » se différenciant par rapport au système Stradella par : ordre de succession des notes inverse ; trois rangées de basses et trois rangées d'accords (7 et 7dim sur même rangée); un peu plus d'espace entre les boutons ; conférant certains avantages (légers) au point de vue doigté de la main gauche. (« sauts » réduits, contribution accrue des doigts 1 et 5, plus de doigtés possibles)

Les partitions pour accordéon solo comportent deux portées, l'une en clé de sol pour la main droite et l'autre en clé de fa pour la main gauche, et mélange des clefs aux deux claviers dans le cas des « basses chromatiques ». Les accords pour la main gauche sont généralement complétés par une transcription chiffrée (Am, D7, etc.) afin de faciliter la lecture. Ils peuvent aussi être écrits sur une seule note dans l'aigu avec pour tout chiffrage la qualité de l'accord (M, m, 7, dim). Les basses sont écrites dans le grave.

## Musiques traditionnelles
Si en France, l’accordéon chromatique est davantage joué dans les musiques urbaines ou la variété,  il est plus fréquemment pratiqué dans un contexte traditionnel rural en Italie où il a remplacé l’accordéon diatonique.

### L’accordéon chromatique à Tende
L’accordéon chromatique (également appelé fisarmonica ou fisa en patois piémontais et en italien), pratiqué par les musiciens de Tende pour accompagner les courenta et balèt lors des fêtes locales, est une production italienne. Joué de concert avec la clarinette, ces deux instruments forment le « duo type » pour accompagner les courente e balèt. L’accordéon ayant un rôle principalement harmonico-rythmique, tandis que la clarinette a davantage un rôle mélodique.

### L'accordéon en Bretagne
L'accordéon chromatique, tout comme le diatonique, prend une forte place dans la musique traditionnelle bretonne dès le milieu du XXe siècle[réf. souhaitée].

## Accordéonistes notables
- Alain Abbott
- André Astier
- Marcel Azzola
- Freddy Balta
- Joss Baselli
- Michèle Bernard
- Gérard Blanchard
- Dimitri Bouclier
- Éric Bouvelle
- Félicien Brut
- Hector Delfosse
- Domi Emorine
- Médard Ferrero
- Richard Galliano
- Yvette Horner
- Maurice Larcange
- André Lips
- Marcel Loeffler
- Michel Macias
- V. Marceau
- Jean-Michel Moal
- Tony Murena
- Pauline Oliveros
- Vincent Peirani
- Jo Privat
- Roland Romanelli
- Joë Rossi
- Jean Ségurel
- John Serry (père)
- Ksenija Sidorova
- André Verchuren
- Frédéric Viale
- Gus Viseur